# Rammelsbacher Tunnel
Der Rammelsbacher Tunnel, auch Altenglaner Tunnel genannt, war ein von 1868 bis 1936 betriebener Eisenbahntunnel an der Bahnstrecke Landstuhl–Kusel zwischen den Bahnhöfen Altenglan und Rammelsbach. In den 1930er Jahren wurde die Trassierung der Bahnlinie in diesem Bereich geändert, womit der Tunnel anschließend zugemauert wurde.

## Geschichte
Bereits in den 1860er Jahren bildeten sich sowohl in Ramstein als auch in Kusel Bahnbaukomitees. 1863 mündete dies in einer Denkschrift, die den Bau einer Bahnstrecke von Landstuhl an der Pfälzischen Ludwigsbahn entlang Mohrbach, Glan und Kuselbach bis nach Kusel proklamierte. Während der Verlauf von Landstuhl bis Altenglan durch die beiden erstgenannten Flüsse weitestgehend vorgegeben war, gestaltete sich das Einschwenken in das Kuselbachtal komplizierter. Deshalb wurden die Ausläufer des Remigiusberg zwischen Altenglan und Kusel mittels eines Tunnels, des sogenannten Rammelsbacher Tunnels unterquert.
Um Kosten zu sparen, fiel seine Ausführung sehr schmal aus. Für die Errichtung des Tunnels, die ab 1866 erfolgte, wurden insgesamt 24.000 Gulden veranschlagt. In diesem kam es 1892 zu einem tödlichen Unfall, da ein 22 Jahre alter Mann ihn als Abkürzung für einen Fußweg verwendete. Das enge Lichtraumprofil verhinderte, dass er einem durch den Tunnel fahrenden Zug ausweichen konnte.
Im Laufe der Jahrzehnte wurde der Tunnel zunehmend baufällig. Zudem stellte der geringe Querschnitt vor allem bei Gütertransporten ein Problem dar. Dies führte bisweilen dazu, dass die Fracht in Altenglan entladen und mittels Fuhrwerken nach Kusel transportiert werden musste. Aus diesem Grund wurde die Bahnlinie ab 1936 um den Berg herumgeführt. Während des Zweiten Weltkriegs diente der Tunnel, der für den regulären Betrieb überflüssig geworden war, dem Abstellen von Lokomotiven; ebenso wurde er zu einer Werkstatt für Reparaturen umfunktioniert. Nachdem die Pfalz nach dem Krieg von Frankreich besetzt worden war, verwendete dessen Truppen den Tunnel als Depot. Später wurden die Portale des Tunnels zugemauert.